# Seconda Divisione (Egitto)
La Seconda Divisione egiziana (in arabo الدوري المصري الدرجة الثانية, "lega egiziana di seconda divisione"; in inglese Egyptian Second Division), comprendente 48 squadre divise in 3 gruppi, è la seconda divisione del campionato egiziano di calcio, posta sotto l'egida della Federazione calcistica dell'Egitto.
Fondata nel 1977, è divisa in 3 gruppi, ciascuno comprendente 16 squadre, per un totale di 48 compagini. La prima classificata di ogni gruppo è promossa in Prima Lega. Ogni squadra non può impiegare più di tre calciatori stranieri. L'attuale formato è in vigore dalla stagione 2007-2008.

## Squadre
Stagione 2019-2020.

### Gruppo A
- Asyut Petroleum SC
- Aluminium Naq Hammadi
- Bani Sweef
- Derot
- El Alameen FC
- El Minya SC
- Fayoum FC
- National Bank of Egypt SC
- Shaban M Qana
- Sohag SC
- Tahta SC
- Telephonat Beni Suef SC

### Gruppo B
- Al Nassr FC
- Al Qana'a
- Al Zarka SC
- Coca-Cola FC
- El Dakhleya SC
- Gomhoryet Shebin
- Marekh
- Nogoom FC
- Petrojet FC
- Serameka
- Suez SC
- Tersana SC

### Gruppo C
- Abou Qir Fertilizers SC
- Ala'ab Damanhour SC
- Al Hammam SC
- Baladiyet El Mahallah
- Beila
- Dekernes
- El Mansoura SC
- Ghazl El Mahalla SC
- Maleyeit Kafr El Zayiat
- Olympic Club
- Pharco FC
- Raja CA

## Albo d'oro
| Stagione  | Club promossi in Prima Lega | Club promossi in Prima Lega | Club promossi in Prima Lega |
| Stagione  | Gruppo A                    | Gruppo B                    | Gruppo C                    |
| --------- | --------------------------- | --------------------------- | --------------------------- |
| 2003-2004 | Asyut Cement                | El-Gaish                    | Suez Cement                 |
| 2004-2005 | Aluminium                   | El Mokawloon                | Koroum                      |
| 2005-2006 | Asyut Petroleum             | Petrojet FC Tersana         | El-Olympi Tanta SC          |
| 2006-2007 | Aluminium                   | Itesalat                    | Baladeyet Al-Mahalla        |
| 2007-2008 | Asyut Petroleum             | Ittihad El-Shorta           | Olympi                      |
| 2008-2009 | El Gouna                    | El-Entag El-Harby           | El Mansoura                 |
| 2009-2010 | Misr El-Maqasha             | Wadi Degla                  | Smouha                      |
| 2010-2011 | El Dakhleya                 | Ghazl El-Mehalla            | Telephonat Bani Sweif       |
| 2011-2012 | Stagione non completata     |                             |                             |
| 2012-2013 | Qanah FC                    | El Minya FC                 | Al Ragaa                    |
| 2013-2014 | Stagione non completata     |                             |                             |
| 2014-2015 | Ala'ab Damanhour            | Alassiouty Sport            | Al Nasr                     |
| 2015-2016 | Ghazl El Mahalla SC         | Aswan SC                    | El-Entag El-Harby SC        |
| 2016-2017 | Al Assiouty Sport           | Al Nasr                     | El Raja                     |
| 2017-2018 | El-Gouna                    | Nogoom                      | Haras El-Hodood             |
| 2018-2019 | Aswan                       | Masr FC                     | Tanta                       |
| 2019-2020 | National Bank of Egypt      | Ceramica Cleopatra          | Ghazl El-Mehalla            |
| 2020-2021 | El Sharkia Lel Dokhan       | Coca-Cola                   | Pharco                      |
| 2021-2022 | Aswan                       | El Dakhleya                 | Haras El-Hodood             |
| 2022-2023 | El-Gouna                    | ZED                         | Baladeyet El-Mahalla        |